# 21550 Laviolette
21550 Laviolette este un asteroid din centura principală de asteroizi.

## Descriere
21550 Laviolette este un asteroid din centura principală de asteroizi. A fost descoperit pe 17 august 1998 la Socorro, New Mexico, în cadrul proiectului LINEAR. Asteroidul prezintă o orbită caracterizată de o semiaxă mare de 2,76 ua, o excentricitate de 0,08 și o înclinație de 6,2° în raport cu ecliptica.